# The House of the Dead 2
The House of the Dead 2 este un joc arcade horror cu pistol optic, dezvoltat de Sega în 1998 și mai târziu portat pe Dreamcast, Microsoft Windows și Xbox (ca bonus în The House of the Dead III). A fost inclus în compilația  The House of the Dead 2 & 3 Return pentru Wii și se numără printre titlurile din colecția Sega All Stars.

## Povestea
Acțiunea jocului are loc la data de 26 februarie 2000, la paisprezece luni după incidentul din conacul Curien din The House of the Dead. Agentul AMS (organizație de oprire a invaziei zombiilor) G dispare în Veneția, Italia. Sunt trimiși după el alți doua echipe de agenți, James Taylor și Gary Stewart, respectiv Amy Crystal și Harry Harris, pentru a investiga zona și pentru a evacua populația. James și Garry îl găsesc pe G în viață, dar rănit, care le dă jurnalul său de călătorie, în care menționează locația și punctele slabe ale monștrilor. Pe drum dau peste o hoardă de morți vii creați de președintele corporației DBR, Caleb Goldman, expert al teoriei genomului, care a finanțat experimentele Dr. Curien.
În timp ce încearcă să ajungă la sediul lui Goldman, cei doi trebuie să înfrunte mai mulți inamici, printre care dracul înnaripat Zeal și golemul său fără cap, dar cu o secure, Kuarl, Hierofantul, un triton care își face veacul prin canalele Veneției și se îndreaptă spre piața centrală; reptilele cunoscute sub denumirea de Turnul și Forța, un gigant care mânuiește o drujbă și care reușește să-l răneascu pe Harry și care îi urmărește pe James și Garry prin Colosseum. Goldman îl reînvie pe Magician, pentru a supraveghea nașterea Împăratului, o creatură transparentă făcută pentru a conduce lumea și pentru „distruge și a urî omenirea”. Fiind la stadiul de prototip, Împăratul nu este într-atât de puternic, precum spera Goldman, și este învins de agenții AMS. Pentru a nu fi arestat, Goldman se sinucide aruncându-se de pe acoperișul clădirii sale.
Jucătorii primesc mai multe finaluri în funcție de următoarele condiții:
- Dacă un joc solo a fost termiant ca jucătorul numărul 1 sau 2
- Dacă ambii jucători au învins boss-ul final.
- Numărul de continuări.
- Puncte realizate.

În primul final, cel pozitiv, James și Gary dau de Thomas Rogan, personajul principal din primul joc, care le spune că G și Harry sunt în regulă, și că ar trebui să meargă direct în următoarea misiune „cât timp vor mai trăi” (în cazul lui James) sau „cât timp mai este un răspuns” (în cazul lui Garry). În cel de-al doilea sfârșit, odată ce James și Garry părăsesc clădirea, sunt întâmpinați de G, Amy și Harry, care le mulțumesc pentru ajutor. În al treilea final pozitiv James și Garry părăsesc clădirea, fiind aclamați de oamenii pe care i-au salvat, În finalul negaiv, James și Garry dau la ieșirea din clădire de un Goldman zombificat. Ecranul se albește treptat și se aude un foc de armă.

## Recenzii
La lansare, Famitsu i-a acordat variantei de Dreamcast 33 de puncte din 40. IGN i-a acordat jocului nota 8,7 din 10, apreciind designul de nivel detaliat, inamicii variați actorii vocali slabi. Game Informer s-a clasat pe locul al 99-lea în lista celor mai bune jocuri din toate timpurile lansată în 2001, fiind dezamăgiți doar de lipsa pistolului optic pentru varianta de Dreamcast.